# Lionel Davidson
Lionel Davidson (Kingston upon Hull, 31 marzo 1922 – Londra, 21 ottobre 2009) è stato uno scrittore britannico di romanzi gialli e per ragazzi.

## Biografia
Nato il 31 marzo 1922 a Kingston upon Hull da rifugiati ebrei, incomincia da giovanissimo a lavorare come giornalista per The Spectator e in seguito come free lance.
Durante la seconda guerra mondiale presta servizio nella Royal Navy Submarine Service dal 1941 al 1946 ed esordisce nella narrativa nel 1960 con il romanzo Avventura a Praga.
Autore apprezzato di thriller e romanzi per ragazzi (sotto lo pseudonimo di David Line), nel corso della sua carriera ottiene tre Gold Dagger (1960, 1966, 1978) e un Cartier Diamond Dagger alla carriera nel 2001.
Muore a Londra a 87 anni il 21 ottobre 2009.

## Opere

### Romanzi
- Avventura a Praga (The Night of Wenceslas, 1960), Milano, Corriere della Sera, 1960 traduzione di Silvia Carenzio Bonsignore
- La rosa del Tibet (The Rose of Tibet, 1962), Milano, Longanesi, 1991 traduzione di Donatella Zanetti Ongaro ISBN 88-304-1017-9.
- La luce di Sion (A Long Way to Shiloh, 1966), Milano, Tropea, 1998 traduzione di Lidia Perria ISBN 88-438-0133-3.
- Making Good Again (1968)
- Smith's Gazelle (1971)
- L'alchimista del sole (The Sun Chemist, 1976), Milano, Tropea, 2000 traduzione di Maria Elena Vaccarini ISBN 88-438-0266-6.
- The Chelsea Murders (1978)
- Kolymsky Heights (1994)
  - L'anello di ghiaccio, Milano, Tropea, 1997 traduzione di Lidia Perria ISBN 88-438-0077-9.
  - Le montagne ghiacciate di Kolyma, Milano, Mondadori, 2016 traduzione di Lidia Perria ISBN 978-88-04-65891-7.

### Letteratura per l'infanzia
- Soldier and Me 1965 (scritto sotto lo pseudonimo di David Line)
- Mike and Me 1974 (David Line)
- Under Plum Lake 1980
- Screaming High 1985 (David Line)
- Fire at Midnight 1990
- R is for Robber 1991

### Racconti
- Notes to Survivors (1958)
- Where Am I Going? Nowhere! (1961)
- Indian Rope Trick (1981)
- I Do Dwell (1984)
- Tuesday's Child (2006)

## Filmografia
- Troppo caldo per giugno regia di Ralph Thomas (1964) (soggetto)

## Alcuni riconoscimenti
- Gold Dagger: 1960 per Avventura a Praga; 1966 per La luca di Sion; 1978 per The Chelsea Murders
- Cartier Diamond Dagger: 2001 alla carriera